# Yakgwa
El yakgwa es un plato tradicional coreano. Originalmente era considerado un postre y más recientemente se clasifica como dulce, ya que se trata de una galleta con forma de flor y sabor dulce. El yakgwa se hace principalmente con miel, aceite de sésamo y harina de trigo. Solo recientemente los fabricantes comerciales han empezado a añadir más ingredientes para mejorar su sabor.

## Origen
El origen del yakgwa no está claro debido a que tiene demasiados nombres. Sin embargo, parece que los coreanos empezaron a comerlo durante el periodo Silla. En la dinastía Goryeo era conocido incluso en China bajo el nombre de mandu Goryeo. Fue en la dinastía Joseon cuando recibió el nombre de yakgwa, que significa literalmente ‘dulce medicinal’ (yak, escrito en coreano como 약, significa medicina, y 과 es literalmente 'fruta', pero se usa para algo dulce) por sus ingredientes: en esa época, la miel era considerada una medicina buena para salud.
- Datos: Q1373750
- Multimedia: Yakgwa / Q1373750